# Маргарита Фарнезе
Маргари́та Фарне́зе (итал. Margherita Farnese; 7 ноября 1567, Парма, герцогство Пармы и Пьяченцы — 13 апреля 1643, там же) — принцесса из дома Фарнезе, дочь Алессандро, герцога Пармы и Пьяченцы. Первая жена наследного принца Винченцо, будущего герцога Мантуи и Монферрато под именем Винченцо I.
Брак принца и принцессы длился почти три года и был расторгнут по причине неспособности Маргариты к консуммации из-за деформации половых органов. После развода принцесса приняла монашеский постриг с именем Мавры Люцении и стала настоятельницей монастыря Святого Александра в Парме.

## Биография

### Семья и ранние годы
Маргарита родилась 7 ноября 1567 года в Парме и была дочерью герцога Пармы и Пьяченцы Алессандро Фарнезе, в то время наследного принца, и инфанты  из Ависского дома Марии де Гимарайнш. По отцовской линии принцесса приходилась внучкой Оттавио, герцогу Пармы и Пьяченцы, и Маргарите Австрийской. По материнской линии она была внучкой инфанта Дуарте, герцога Гимарайнша, и доньи Изабелы Браганса.
Её назвали в честь бабки по отцовской линии, внебрачной дочери императора Карла V. Девочка была крещена 11 января 1567 года; восприемниками Маргариты были папа Пий V, которого представлял пармский епископ Ферранте Фарнезе, и Джеролама Орсини, которую представляла дама Катерина де Нобили-Сфорца.
В 1577 году умерла мать Маргариты, которая в завещании поручила свекрови воспитание тринадцатилетней дочери. В марте 1580 года принцесса с бабкой Маргаритой Австрийской выехала из Пьяченцы в Нидерланды; там Маргарита Австрийская собиралась поддержать своего сына, наследного принца Алессандро, ставшего штатгальтером после смерти кузена дона Хуана. В Намюре Маргарита Фарнезе часто общалась с отцом, несмотря на то, что между ним и её бабкой возникли трения по поводу разделения властных полномочий. В детстве Маргарита переболела оспой, которая изуродовала ей лицо. Принцесса не получила хорошего образования, не знала латинского языка. При этом у неё был добрый и скромный характер. Она увлекалась поэзией и музыкой.

### Брак и развод
Матримониальные переговоры между домами Фарнезе и Гонзага завершились в ноябре 1580 года. Несмотря на давние разногласия, стороны пришли к взаимовыгодному соглашению о браке принцессы Маргариты и наследного принца Винченцо. Инициатором заключения союза между домами был кардинал Алессандро Фарнезе. Переговоры от имени жениха вёл его отец — герцог Гульельмо I. Брак был не только династическим, но и преследовал политические цели: он должен был стать основанием альянса между герцогствами Пармы и Мантуи против Великого герцогства Тосканы. Стороны договорились о демаркации границы между их государствами и о приданом невесты, которое составило триста тысяч дукатов. Брачное соглашение также предписывало немедленное возвращение Маргариты на родину. 10 декабря 1580 года принцесса в сопровождении родственницы Джироламы Фарнезе покинула Намюр. 17 февраля следующего года их кортеж прибыл в Пьяченцу, где пару недель спустя состоялось знакомство жениха и невесты.
2 марта 1581 года в соборе Пьяченцы пармский епископ Ферранте Фарнезе провёл церемонию бракосочетания наследного принца Винченцо и принцессы Маргариты. Спустя несколько дней после свадьбы выяснилось, что брак всё ещё не завершён. Секретарь наследного принца доктор Марчелло Донати сообщил об этом герцогу Гульельмо I, указав в качестве причины проблемы врождённое «препятствие» [узкое влагалище] у жены его сына. В связи с этим в Парму из Падуи был приглашён известный физиолог Джироламо Фабричи д’Аквапенденте. Осмотрев Маргариту, он посоветовал расширить влагалище при помощи конусообразного предмета размером с половой орган её супруга.
В Мантуе, куда молодожены торжественно въехали 30 апреля 1581 года, принцессу осмотрел ещё один врач — Джулио Чезаре Аранцио, и также предложил удалить препятствие искусственным путём. Против этого категорически выступила бабка Маргариты, герцогиня Маргарита Австрийская, опасаясь за здоровье внучки. Карнавал 1582 года наследные принц и принцесса провели в Ферраре, где гостили у местного герцога Альфонсо II и его супруги Маргариты, старшей сестры Винченцо. Спустя год после свадьбы их брак всё ещё не был завершён. Герцог Гульельмо I, желая продолжения династии, стал настаивать на искусственном вмешательстве, в противном случае, угрожая разводом. В июне 1582 года, несмотря на протесты тестя, по приказу герцога Оттавио, деда Маргариты, принцессу увезли из Мантуи. В Парме её снова осмотрели врачи, в том числе Андреа Марколини да Фано, личный врач кардинала Алессандро Фарнезе. Все они исключили возможность риска для жизни Маргариты в случае операции.
Однако отношения между домами были испорчены. В декабре 1582 года герцог Оттавио и герцог Гульельмо I апеллировали к папе Григорию XIII. Понтифик поручил эту деликатную миссию кардиналу Карло Борромео. В феврале 1583 года кардинал прибыл в Парму, где выслушав мнения врачей и заинтересованных сторон, убедил принцессу отказаться от операции и последовать за ним в Милан. 26 мая 1583 года Маргарита поступила послушницей в монастырь бенедиктинок в Милане, откуда вскоре переехала в монастырь Святого Павла в Парме. 9 октября 1583 года кардинал Карло Борромео признал брак Маргариты и Винченцо недействительным на основании канонического правила, которое позволяет развод супругов, если в течение трёх лет после свадьбы их брак не был консуммирован.

### Монашество и поздние годы
30 октября 1583 года кардинал Карло Борромео совершил монашеский постриг Маргариты. В монашестве она приняла новое имя — Мавра Люцения. Из приданого принцессы герцог Гульельмо I удержал сто тысяч дукатов в качестве компенсации за «вину» супруги в расторжении брака. Дому Гонзага вернули ювелирные украшения и заплатили двенадцать тысяч скудо за одежду, которая была подарена ими Маргарите. Уже до официального развода герцог Гульельмо I начал переговоры с великим герцогом Франческо I о браке его дочери Элеоноры и наследного принца Винченцо. Перед согласием на брак дом Медичи подверг унижению бывшего мужа Маргариты; Винченцо пришлось доказывать свою мужскую состоятельность, при свидетелях лишив невинности простолюдинку. После этого, 28 апреля 1584 года, он вступил во второй брак.
Став монахиней, принцесса не оставила увлечения музыкой. Она тайно приглашала к себе в келью юного придворного музыканта Джулио Чима, по прозванию Джулино. В июне 1585 года об этих встречах узнал герцог Оттавио, по приказу которого музыкант был арестован и допрошен. Оказалось принцесса развлекалась, слушая светскую музыку сентиментального характера, что было не допустимо для монахини. Вероятно, между ней и музыкантом имелись отношения интимного порядка. Во избежание скандала, герцог Оттавио ужесточил режим содержания внучки в монастыре. Эти условия не смягчились даже после восшествия на престол отца Маргариты. Ей было позволено только одно посещение в год. Ежемесячное содержание в сто пятьдесят золотых скудо выплачивалось нерегулярно, чтобы она не могла использовать средства для подкупа с целью установления общения с предполагаемым любовником, находившимся в то время в заключении. С января 1586 года ей также не выплачивались ежемесячные тридцать дукатов, завещанные бабкой Маргаритой Австрийской.
В декабре 1592 года ставший герцогом Рануччо I, брат принцессы, перевёл её в монастырь Святого Александра и смягчил условия содержания. Это произошло после письма Маргариты римскому папе Клименту VIII, в котором она просила понтифика о защите. В апреле 1595 года кардинал Одоардо Фарнезе, ещё один брат принцессы, написал герцогу Рануччо I, что Климент VIII намерен перевезти их сестру в монастырь в Риме, если он не изменит своего к ней отношения. Последующие годы Маргарита опосредованно участвовала в жизни двора в Парме. Так, она выступила в защиту племянницы, незаконнорождённой дочери Рануччо I, которую приняла в своём монастыре и постригла в монахини с именем Мавры Маргариты, и в защиту его бастарда Оттавио, пытаясь вызволить того из тюрьмы, в которую он был заточён отцом из-за участия в заговоре.
Маргариту девять раз избирали аббатисой монастыря Святого Александра. Она умерла в этой обители и была в ней похоронена 13 апреля 1643 года. 14 декабря 1853 года герцог Карл III приказал перенести её останки в базилику Санта-Мария-делла-Стекката и захоронить их в усыпальнице домов Фарнезе и Пармских Бурбонов. Гробница принцессы расположена рядом с гробницей её отца; на надгробной плите вырезаны герб дома Фарнезе и эпитафия с кратким изложением жизни Маргариты.
История замужества принцессы послужила основой для сценария фильма «Девица для принца» режиссёра Паскуале Феста-Кампаниле, снятого в 1965 году. Роль Маргариты Фарнезе в нём исполнила итальянская актриса Анна Мария Гварньери.